# Elezioni statali in Bassa Sassonia del 2022
Le Elezioni statali in Bassa Sassonia del 2022 si sono tenute il 9 ottobre per il rinnovo dei membri del Landtag della Bassa Sassonia.
Esse hanno visto una vittoria dell’SPD, che si è classificato come primo partito, seppur senza avere la maggioranza assoluta.

## Sistema elettorale
Il Landtag è eletto tramite un sistema misto: 87 membri sono eletti in collegi uninominali con il maggioritario (mandati diretti) e 48 vengono eletti tramite un sistema proporzionale di compensazione. Gli elettori hanno due voti: il primo per eleggere i mandati diretti, mentre il secondo per votare le liste dei partiti, da cui derivano i parlamentari eletti proporzionalmente. La dimensione minima del Landtag è di 135 membri, ma si possono anche aggiungere seggi come correttivi proporzionali del maggioritario. Infine, è presente una soglia di sbarramento del 5%: i partiti che non la superano non possono ottenere seggi.

## Quadro politico

### Partiti con rappresentanza parlamentare prima delle elezioni
| Nome | Nome  | Nome                                                                                | Ideologia                 | Risultati del 2017 | Risultati del 2017 | Seggi prima del voto   |
| Nome | Nome  | Nome                                                                                | Ideologia                 | %                  | Seggi              | Seggi prima del voto   |
| ---- | ----- | ----------------------------------------------------------------------------------- | ------------------------- | ------------------ | ------------------ | ---------------------- |
|      | SPD   | Partito Socialdemocratico di Germania Sozialdemokratische Partei Deutschlands       | Socialdemocrazia          | 36,9%              | 55 / 137           | 54 / 1371 / 137        |
|      | CDU   | Unione Cristiano-Democratica di Germania Cristlich Demokratische Union Deutschlands | Cristianesimo democratico | 33,6%              | 50 / 137           | 50 / 137               |
|      | Grüne | Alleanza 90/I Verdi Bündnis 90/Die Grünen                                           | Ambientalismo             | 8,7%               | 12 / 137           | 12 / 137               |
|      | FDP   | Partito Liberale Democratico Freie Demokratische Partei                             | Liberalismo classico      | 7,5%               | 11 / 137           | 11 / 137               |
|      | AfD   | Alternativa per la Germania Alternative für Deutschland                             | Populismo di destra       | 6,2%               | 9 / 137            | 6 / 1372 / 137 1 / 137 |

### Altri partiti
- Die Linke

### Sondaggi ed exit-polls

Andamento medio dei sondaggi.

Exit-polls
| Ora   | SPD   | CDU   | Grüne | AfD   | FDP | Linke | Fonte |
| ----- | ----- | ----- | ----- | ----- | --- | ----- | ----- |
| Ora   |       |       |       |       |     |       | Fonte |
| 18:00 | 33,5% | 27,5% | 14%   | 11,5% | 5%  | 2,5%  |       |

## Risultati
| Partito | Partito                                        | Maggioritario | Maggioritario | Maggioritario | Maggioritario | Proporzionale | Proporzionale | Proporzionale | Proporzionale | Seggi totali | +/-     |
| Partito | Partito                                        | Voti          | %             | +/-           | Seggi         | Voti          | %             | +/-           | Seggi         | Seggi totali | +/-     |
| ------- | ---------------------------------------------- | ------------- | ------------- | ------------- | ------------- | ------------- | ------------- | ------------- | ------------- | ------------ | ------- |
|         | Partito Socialdemocratico di Germania (SPD)    | 1 235 656     | 34,2          | 5,4           | 57            | 1 211 210     | 33,4          | 3,5           | -             | 57           | 2       |
|         | Unione Cristiano-Democratica di Germania (CDU) | 1 147 784     | 31,8          | 5,5           | 27            | 1 017 106     | 28,1          | 5,5           | 20            | 47           | 3       |
|         | Alleanza 90/I Verdi (Grüne)                    | 522 092       | 14,5          | 7,1           | 3             | 526 787       | 14,5          | 5,8           | 21            | 24           | 12      |
|         | Alternative für Deutschland (AfD)              | 321 037       | 8,9           | 4,3           | 0             | 396 714       | 10,9          | 4,7           | 18            | 18           | 9       |
|         |                                                |               |               |               |               |               |               |               |               |              |         |
|         | Partito Liberale Democratico (FDP)             | 160 732       | 4,5           | 1,4           | -             | 170 271       | 4,7           | 2,8           | -             | -            | 11      |
|         | Die Linke (Linke)                              | 107 378       | 3,0           | 1,5           | -             | 98 613        | 2,7           | 1,9           | -             | -            | Stabile |
|         | Altri                                          | 113 219       | 3,2           | 2,5           | -             | 202 415       | 5,6           | 3,2           | -             | -            | Stabile |
| Totale  | Totale                                         | 3 608 588     | 100           |               | 87            | 3 623 116     | 100           |               | 59            | 146          |         |
| Fonte   |                                                |               |               |               |               |               |               |               |               |              |         |